# 当热
当热（法語：Dangers，法語發音：[dɑ̃ʒe] ⓘ）是法国厄尔-卢瓦省的一个市镇，位于该省中部偏北，属于沙特尔区和沙特尔城市圈公共社区。

## 地理
当热（48°30'31"N, 1°21'1"E）面积7.39 平方千米，位于法国中央-卢瓦尔河谷大区厄尔-卢瓦省，该省份为法国北部内陆省份，北起顺时针与厄尔省、伊夫林省、埃松省、卢瓦雷省、卢瓦-谢尔省、萨尔特省和奧恩省接壤。
与当热接壤的市镇（或旧市镇、城区）包括：巴约莱韦克、米坦维利耶-韦里尼。
当热的时区为UTC+01:00、UTC+02:00（夏令时）。

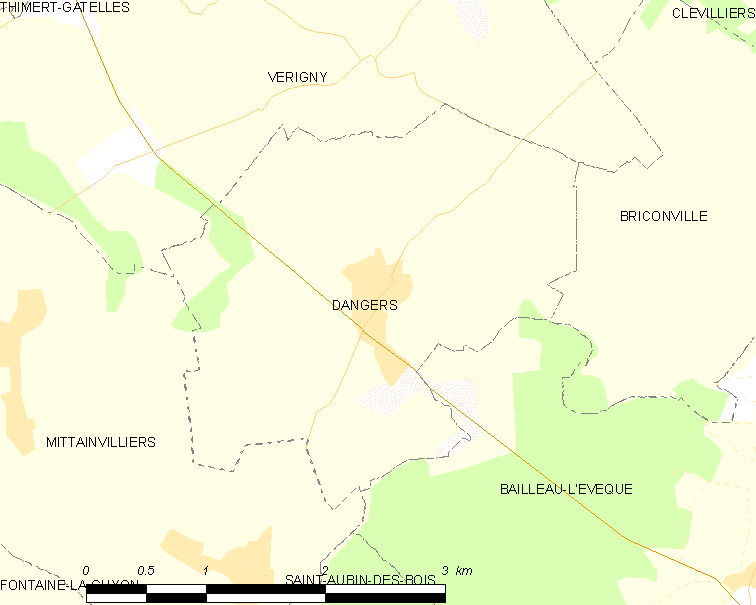
当热的OSM定位图

## 行政
当热的邮政编码为28190，INSEE市镇编码为28128。

## 政治
当热所属的省级选区为伊利耶孔布赖县。

## 交通
厄尔-卢瓦省省道D125.2线和D939线在当热交汇。

## 人口

1962-2008年间当热人口变化图示

当热于2022年1月1日时的人口数量为433人。